# Pizza margarita
La pizza margarita (en italiano pizza Margherita) es una típica pizza napolitana elaborada con tomate, mozzarella (tradicionalmente se usa el Fior di latte), albahaca fresca, sal y aceite. Se trata de la pizza napolitana más popular, junto con la marinera.

## Historia

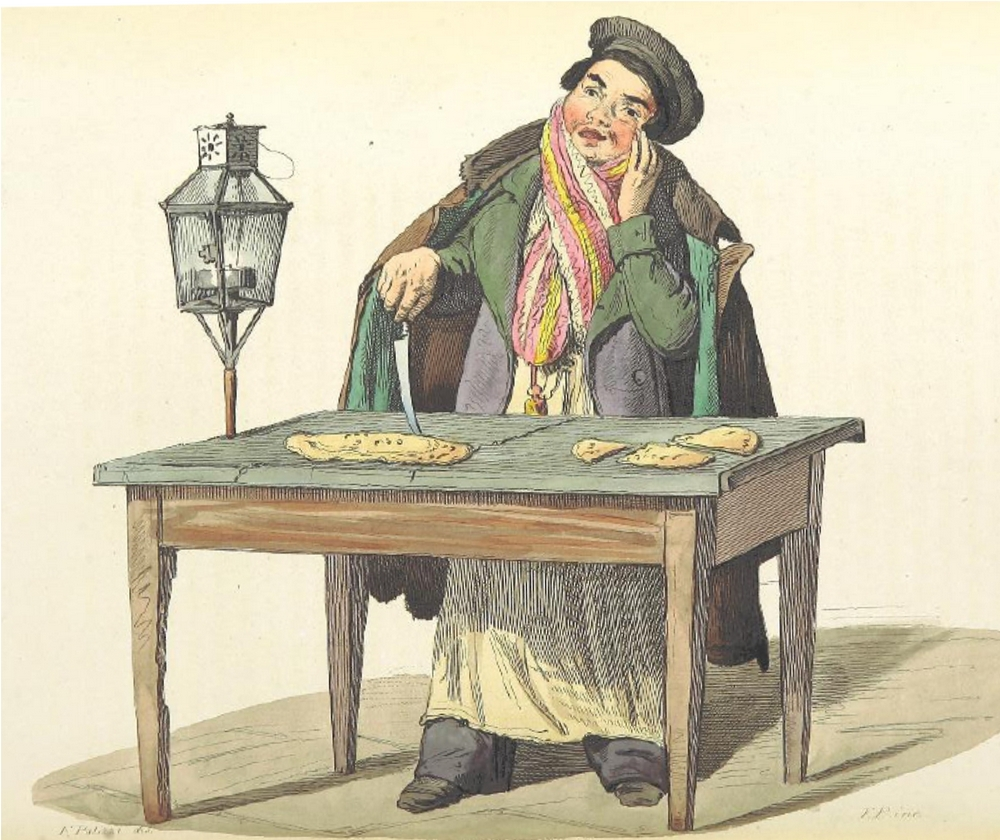
Filippo Palizzi, El pizzaiolo, 1858

La tradición cuenta que en junio de 1889, para honrar a la reina de Italia, Margarita de Saboya, el cocinero Raffaele Esposito de la pizzería Brandi creó la pizza margarita, representando sus condimentos (tomate, mozzarella y albahaca) los colores de la bandera italiana. Fue la primera receta en incorporar queso.
Sin embargo, lo que ahora se llama pizza margarita ya había sido preparado antes de su dedicación a la reina de Italia. Francesco De Bouchard describió en 1866 los principales tipos de pizza, que actualmente se denominan marinera, margarita y calzone:

Las pizzas más comunes, llamadas coll'aglio e l'oglio (‘con ajo y aceite’), se condimentan con aceite, sobre el que se extiende sal, orégano y trozos de ajo muy picado. Otras se cubren con queso rallado y se condimentan con manteca de cerdo, poniéndose luego encima unas cuantas hojas de albahaca. A las primeras se añaden con frecuencia peces pequeños, y a las segundas lonchas finas de mozzarella. A veces se emplean lonchas de prosciutto, tomate, almejas, etcétera. A veces se dobla la masa sobre sí misma formando lo que se llama calzone.

Por otra parte, ya en 1830, un tal Riccio ya había descrito en el libro Napoli, contorni e dintorni una pizza con tomate, mozzarella y albahaca.